# 法貝吉歐·札諾提
法貝吉歐·札諾提（葡萄牙語：Fabrizio Zanotti，1983年5月21日—）是巴拉圭職業高爾夫選手，參賽於PGA歐洲巡迴賽。

## 早期生活
札諾提出生在亞松森。他連續六年成為巴拉圭排名第一的業餘高爾夫球選手。

## 職業生涯
2019年泛美運動會札諾提在個人項目奪得金牌，和夥伴在混合團體項目奪得銀牌。

## 外部連結
- 法貝吉歐·札諾提在歐洲巡迴賽官方網站
- 法貝吉歐·札諾提在男子高爾夫世界排名的官方網站